# Золото (фільм, 2016)
«Зо́лото» (англ. Gold) — американський кримінально-пригодницький фільм, знятий Стівеном Гейганом. Прем'єра стрічки в США відбулась 25 грудня 2016 року, а в Україні — 2 березня 2017 року. Фільм розповідає про бізнесмена-мрійника Кенні Вельса, який хоче знайти золото в незвіданих індонезійських джунглях.

## У ролях
| Актор               | Роль                    |
| ------------------- | ----------------------- |
| Меттью Мак-Конегі   | золотошукач Кенні Вельс |
| Едгар Рамірес       | геолог Майкл Акоста     |
| Брайс Даллас Говард | Кей                     |
| Джошуа Гарто        | Ллойд Стентон           |
| Тімоті Сімонс       | Джексон                 |
| Майкл Лендіс        | Бінкерт                 |
| Корі Столл          | банкір Браян Вульф      |
| Тобі Кеббелл        | агент ФБР Дженнінгс     |
| Брюс Грінвуд        | Марк Генкок             |
| Стейсі Кіч          | Клайв Колман            |
| Білл Кемп           | Холліс Дрешер           |
| Рейчел Тейлор       | Рейчел Гілл             |
| Крейг Нельсон       | Кенні Вельс-старший     |

## Виробництво
15 травня 2015 року було повідомлено, що на головну жіночу роль затверджена Мішель Вільямс, однак 29 серпня того ж року її замінила Брайс Даллас Говард.
Знімання фільму почались 29 червня 2015 року в Таїланді. Додаткові сцени були зняті в Нью-Мексико та Нью-Йорку.
Для своєї ролі Меттью Мак-Конегі набрав вагу, яка складала близько 100 кілограмів. Протягом восьми місяців він їв фаст-фуд і пив пиво. Після знімань, аби повернутися до колишньої фізичної форми, йому довелося півроку регулярно займатися посиленими фізичними навантаженнями.

## Нагороди й номінації
| Список нагород і номінацій | Список нагород і номінацій | Список нагород і номінацій | Список нагород і номінацій                                     | Список нагород і номінацій | Список нагород і номінацій |
| Кінопремія                 | Дата церемонії             | Категорія                  | Номінант(и)                                                    | Результат                  | Дж                         |
| -------------------------- | -------------------------- | -------------------------- | -------------------------------------------------------------- | -------------------------- | -------------------------- |
| Кінопремія Голлівуду       | 6 листопада 2016           | Найкращий акторський склад | «Золото»                                                       | Перемога                   | [ 7 ]                      |
| Премія «Золотий глобус»    | 8 січня 2017               | Найкраща пісня             | «Gold» — Danger Mouse, Стівен Гаан, Деніел Пембертон, Іггі Поп | Номінація                  | [ 8 ] [ 9 ]                |